# Station Tarnowskie Góry
Station Tarnowskie Góry is een spoorwegstation in de Poolse plaats Tarnowskie Góry.